# 캄란 샤흐수발르
캄란 나미크 오글루 샤흐수발르(아제르바이잔어: Kamran Namiq oğlu Şahsuvarlı, 1992년 12월 6일~)는 아제르바이잔의 권투 선수이다. 2016년 하계 올림픽 남자 미들급 동메달을 획득했으며 세계 선수권 대회에서 동메달 1개, 유럽 선수권 대회에서 은메달 1개를 획득했다.